# Vuelo 1503
Vuelo 1503 es una serie colombiana del Canal Caracol que se inició a emitir en 2005 y basada en la estadounidense Lost y contenido a los hechos ocurridos en el Vuelo 9463; Protagonizada por Maritza Rodríguez, Juan Pablo Gamboa, Luis Mesa, Alina Lozano, Cristina Umaña, Luigi Aycardi ,Juan Carlos Vargas Hasta el día de sus promociones fue conocida como 'Amnesia'.
Las grabaciones de la telenovela se iniciaron el 27 de septiembre de 2004 en Bogotá y Carmen de Apicalá, Colombia, y finalizaron el 11 de febrero de 2005 en la ciudad de Miami, Florida. Su estreno fue el 15 de agosto de 2005 y finalizó el 26 de septiembre de 2006.

## Sinopsis
El vuelo 1503 despegó del aeropuerto de Bogotá rumbo a la ciudad de Miami (EUA), con 160 ocupantes entre tripulación y pasajeros. Unos buscan el sueño americano y otros solo quieren pasar sus vacaciones allí.
Una hora después el avión es tomado por terroristas y entra en turbulencia por el mal tiempo, inevitablemente cae a tierra en medio de una selva. Solo 23 ocupantes sobrevivieron en el siniestro y a pesar de ser distintas procedencias, deberán aprender a convivir y hacer frente a las dificultades si quieren salir vivos de ese infierno.

## Elenco
- Maritza Rodríguez ....  Ángela Granda
- Juan Pablo Gamboa ....  Jorge Alberto Pineda
- Alina Lozano ....  Mireya González
- Álvaro Bayona ....  Genaro Salcedo
- Juan Carlos Vargas ....  Eduardo Estupiñán
- Cristina Umaña ....  Emilia Fernández
- Florina Lemaitre ....  Doris Gómez De Pineda
- Luigi Aycardi ....  Pablo Londoño
- Mónica Lopera ....  Juanita Gutiérrez
- Felipe Calero ....  Camilo Dresner
- Carolina Gaitán .... Yuli Salcedo
- Luis Mesa .... Martín Santamaría
- Tatiana Rentería .... Daniela Camargo
- Ana Bolena Mesa .... Leonor Jiménez
- Luis Fernando Hoyos ....  Antonio Guzmán
- Amada Rosa Pérez .... Valentina Millán
- Patricia Castañeda .... Sandra Linares
- Angelica Blandon .... Claudia
- Pedro Luis Falla .... Andrés Valencia
- Félix Antequera ....  Luis Torres
- Luis Alfredo Velasco ....  Humberto Muñoz
- Adelmar Correa .... Rodrigo Salcedo
- Sergio Borrero .... Juan
- Ramiro Meneses .... Jhonny
- Lucero Galindo .... Ofelia Valencia
- Juan David Sánchez .... Alfredo Jiménez
- Tania Fálquez .... Beatriz
- Edmundo Troya .... Fernando Gutiérrez
- Rafael Martínez .... Copiloto
- Gabriel Ochoa.... Padre Diego
- Danilo Santos
- Alexandra Restrepo
- Steve Turner
- Rodrigo Obregón
- Margarita Rosa Arias
- Carlos Hurtado .... Hernán